# 신라 6부
신라 6부(新羅 六部)는 신라에 있었던 6개의 부이다. 삼국사기에는 진한 6촌이 그 기원이라 전하며, 사로국을 이루었다 하여 사로 6촌이라고도 한다. 현재 한반도 동남쪽에 있었던 부족연맹체 진한에서 신라의 기반이 된 서라벌의 여섯 부락이며, 씨족 집단으로 육촌(六村) 또는 육부촌(六部村)이라고도 한다. 삼국사기 신라본기에 따르면, 고조선의 유민이 나뉘어 살며 생겨났다고 하였다. 유리 이사금이 서기 32년에 각 촌(村)을 부(部)로 바꾸었다고 전한다.
신라 6부는 이후 신라의 국정운영에 매우 중요한 역할을 차지했으며, 6부 바깥의 이들을 노인(奴人)이라 하기도 하였다. 6부소감전(六部小監典)이라는 관청이 설치되어 행정 업무를 맡았다.
경순왕이 고려에 항복하며 고려에서는 신라 6부를 경주 6부로 바꾸었다.

## 개요
| 사로 6촌             | 알천 양산촌 <閼川 楊山村> | 돌산 고허촌 <突山 高墟村> | 취산 진지촌 <嘴山 珍支村>         | 무산 대수촌 <茂山 大樹村>                            | 금산 가리촌 <金山 加利村>         | 명활산 고야촌 <明活山 高耶村> |
| -------------------- | ------------------------- | ------------------------- | --------------------------------- | ---------------------------------------------------- | --------------------------------- | ----------------------------- |
| 열거 순서 (삼국사기) | 1                         | 2                         | 3                                 | 4                                                    | 5                                 | 6                             |
| 열거 순서 (삼국유사) | 1                         | 2                         | 4                                 | 3                                                    | 5                                 | 6                             |
| 6부 (문헌)           | (급)양부<(及)梁部>        | 사량부<沙梁部>            | 본피부<本彼部>                    | 모량부<牟梁部> 점량부<漸梁部>                        | 한기부<漢祇部>                    | 습비부<習比部>                |
| 6부 (금석문)         | 훼부<喙部>                | 사훼부<沙喙部>            | 본피부<本彼部> 본파훼(부)<本波喙> | 모훼부<牟喙部> 잠훼부<岑喙部> 모단벌훼(부)<牟旦伐喙> | 한지부<漢只部> 한지벌부<漢只伐部> | 사피부<斯彼部>                |
| 성씨 (삼국사기)      | 이<李>                    | 최<崔>                    | 정<鄭>                            | 손<孫>                                               | 배<裵>                            | 설<薛>                        |
| 성씨 (삼국유사)      | 이<李>                    | 정<鄭>                    | 최<崔>                            | 손<孫>                                               | 배<裵>                            | 설<薛>                        |
| 촌장                 | 알평<謁平>                | 소벌도리<蘇伐都利>        | 지백호<智伯虎>                    | 구례마<俱禮馬>                                       | 지타<祗沱>                        | 호진<虎珍>                    |
| 강림 위치            | 표암봉<瓢嵓峰>            | 형산<兄山>                | 화산<花山>                        | 이산<伊山>                                           | 명활산<明活山>                    | 금강산<金剛山>                |
| 경주6부              | 중흥부<中興部>            | 남산부<南山部>            | 통선부<通仙部>                    | 장복부<長福部>                                       | 가덕부<加德部>                    | 임천부<臨川部>                |
| 삼국유사 기이        | 어머니                    |                           |                                   | 아버지                                               | 딸                                |                               |

일찍이 진한 땅에 골짜기마다 조선의 유민들이 흩어져 살았는데, 6촌이 있었다. 6촌의 촌장들이 모여 박혁거세를 맞아 '사로(斯盧)'의 왕으로 받들어 진한 12소국의 하나인 사로 6촌이 되고, 점차 신라 6부로 발전하였다. 이들이 나중에 그 공으로 각기의 성(姓)을 받아 신라 6성을 이루었다고 전하고 있다. 고려가 후삼국을 통일한 이후에는 경주 6부로 개편되었다.
사로 6촌의 촌장들은 처음 표암봉(瓢嵒峰)에 내려온 알천 양산촌장 알평(謁平), 형산(兄山)에 내려온 고허촌장 소벌도리(蘇伐都利), 화산(花山)에 내려온 진지촌장 지백호(智伯虎), 이산(伊山)에 내려온 대수촌장 구례마(俱禮馬), 명활산(明活山)에 내려온 가리촌장 지타(祉陀), 금강산(金剛山)에 내려온 고야촌장 호진(虎珍, 설거백)을 말한다.

## 사로 6촌
| “ | 이보다 앞서 조선 유민들이 산곡 사이에 나뉘어 살아 6촌을 이루었으며 이것이 진한 6부가 되었다 | ” |
|   | — 《삼국사기》 〈신라본기〉                                                                 |   |

기원전 2세기경까지 경주 중앙분지 내부(북천, 형산강, 남천으로 둘러싸인 현 시가지 일대) 일대에 대규모 취락이 들어섰다는 증거가 전혀 확인되지 않았다. 반면 산곡으로 둘러쌓인 소분지인 오류천 연안의 하구리분묘군과 남산 서북쪽 자락에서 추정 입대목과 환호시설이 확인되는 사실이 주목된다. 이런 양상은 초기 문헌 기록에 언급되는 6촌 선주 세력이 산곡 사이에 터전을 잡았다는 정황과 일정 정도 부합된다고 판단된다.  주변 하천(북천, 형산강, 남천)의 범람 가능성과 지하수 복류-습지라는 저해 요소로 인해 본격적인 점유, 집주화가 상대적으로 늦어졌음을 보여준다.

### 알천 양산촌
알천 양산촌의 남쪽은 고려시대의 담엄사이다. 고려시대의 파잠(波潛)·동산(東山)·피상(彼上)·동촌(東村)이 여기에 속한다.
- 경주시 동방(東方), 인왕(仁旺), 구황(九黃), 노동(路東), 노서(路西), 동부(東部), 성동(城東), 성건동(城乾洞) 일대.

### 돌산 고허촌
고려시대의 구량벌(仇良伐) · 마등오(麻等烏) · 도북(道北)· 회덕(廻德) 등 남촌(南村)이 여기에 속한다.
- 경주시 배동(拜洞), 내남면 덕천리, 울주군 두서(斗西), 두동면(斗東面) 일대.

### 취산 진지촌
진지(또는 빈지, 빈자, 영지)촌이다. 고려시대의 시파 등 동남촌이 여기에 속한다.
- 경주시 진현동(進峴洞), 외동읍(外東邑) 일대.

### 무산 대수촌
무산 대수촌은 고려시대의 박곡촌(朴谷村) 등 서촌(西村)이 여기에 속한다.
- 경주시 현곡면(見谷面) 일대.

### 금산 가리촌
고려시대의 금강산 백률사의 북쪽 산이다. 고려시대의  상ㆍ하서지(上下西知) · 내아(乃兒) 등 동촌(東村)이 여기에 속한다.
- 경주시 감포읍(甘浦邑) 양남(陽南). 양북면(陽北面) 일대.

### 명활산 고야촌
고려시대의 물이촌(勿伊村) ·잉구미촌(仍仇旀村) · 궐곡(閼谷, 또는 갈곡(葛谷)) 등 동북촌(東北村)이 여기에 속한다.
- 경주시 천북면(川北面) 화산(花山), 물천(勿川) 동산리(東山里) 일대.

| 학자          | 알천 양산촌                    | 돌산 고허촌                     | 취산 진지촌             | 무산 대수촌                  | 금산 가리촌                 | 명활산 고야촌                  |
| ------------- | ------------------------------ | ------------------------------- | ----------------------- | ---------------------------- | --------------------------- | ------------------------------ |
| 김철준 (1975) | 경주북천                       | 충북옥천 경북상주               | 경북 성주               | 충북 제천 경북 예천          | 경북 김천 경북 고령         | 경주 경북 영천                 |
| 이병도 (1976) | 남천 남                        | 남천 북 북천 남                 | 효현동                  | 인왕동 (황룡사남)            | 소금강산 (백률사)           | 보문동                         |
| 이종욱 (1982) | 월성                           | 5릉 산내면                      | 외동면                  | 서면 모량천                  | 천북면 양북면               | 명활산                         |
| 이기동 (1984) | 남산 서                        | 남천 북 북천 남                 | 낭산서쪽 (황룡사남)     | 서악동                       | 소금강산                    | 보문동 (명활산서)              |
| 김정배 (1986) | 남천 남                        | 효현리 창림사지                 | 낭산                    | 모량리                       | 소금강산                    | 보문동                         |
| 김원룡 (1987) | 남산서북 월성                  | 서악동                          | 낭산                    | 모량리 금척리                | 소금강산                    | 보문동                         |
| 천관우 (1989) | 경주                           | 옥천 상주                       | 경북 포항 경북 울진     | 경북 의성 경북 예천          | 개령-성주                   | 경북 경산 경북 영천            |
| 오영훈 (1992) | 남천 북                        | 남산북악                        | 조양동                  | 대곡리 (건천)                | 보문동                      | 황성동                         |
| 권오영 (1997) |                                |                                 | 조양동 입실리           | 사라리                       | 황성동                      |                                |
| 이인철 (2002) | 남천 산내면                    | 월성서 서천서                   | 인왕동 외동읍           | 건천읍 서면                  | 황성동 안강읍               | 명활산 천북면                  |
| 박홍국 (2003) | 황남동 황남동 월성동남         | 남산서북                        | 조양동 구정동 서남      | 금척리 건천                  | 헌덕왕릉 서북 황성동        | 명활산 서 낭산 동              |
| 이기봉 (2007) | 경주시내 현곡면                | 5릉 남 내남면                   | 월성-낭산 명활산남      | 서면 건천읍                  | 감포 양북면                 | 천북면                         |
| 정연식 (2015) | 남산 북서, 남천 아래 탑동 일대 | 토함산 서 구정동 일대           | 외동읍 석계리           | 울개산 남 건천읍 조전리 일대 | 명활산 신평동 보문호수 일대 | 금강산 동 북군 동 ~황선동 일대 |
| 다수설        | 남산 서북-남천-황남동 일대     | 남산 서북-서악동 또는 오릉 일대 | 인왕동-낭산-조양동 일대 | 건천읍-모량리-서면 일대      | 황성동-소금강산 일대        | 보문동-명활산 또는 천북면 일대 |

### 사로 6촌 위치 추정 지도

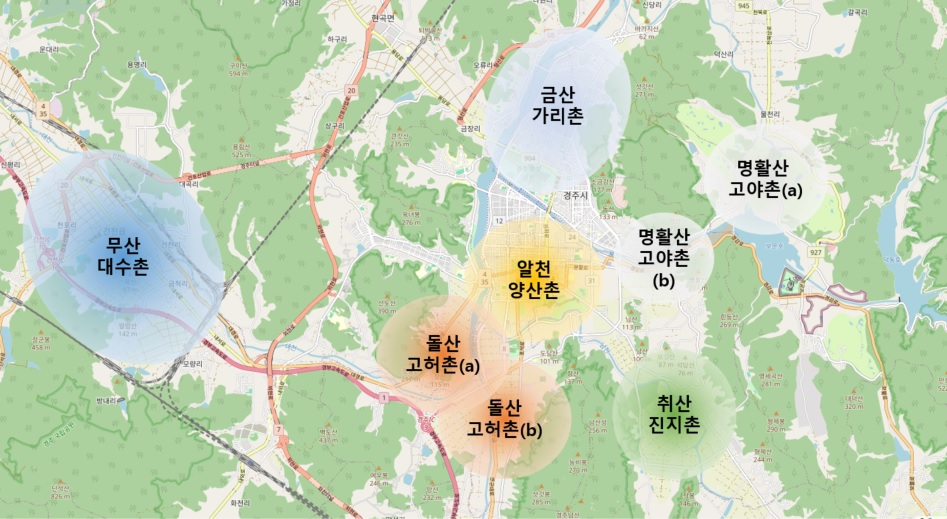
학계 다수설을 반영한 사로 6촌 위치 추정 지도

## 사로 6촌의 형성과정[34]

### BC 2세기 ~ BC 1세기
지역 단위를 훨씬 넘어선 원거리 교역이 대폭적으로 확대됨에 따라 물류, 유통, 재분배와 소요 비용 절감, 정보 연대에 적합한 형태로 사회경제적 연합체를 꾸리고자 지역 단위를 내부 결속한 국(國)이 등장한다. 이들 취락들은 지형, 교통적 측면에서 영역 경계로 들어오는 초입부를 통제하는 방식으로 발전한다. 제정일치 시기로 거서간, 차차웅의 왕호를 사용하였다.

### BC 1세기 ~ AD 1세기
위만조선의 유입으로 큰 변화가 있었으며 왕호도 이사금으로 바뀌었다는 견해가 있다. 현실적 차원에서 대외 교역 능력을 겸비한 경제 기반이 현저해지고, 삼한이 국읍 안에서 따로 천군이라는 제사장을 둘 만큼 제정 분리된 사회로 언급된다.
이시기 주목할만한 거점은 아래와 같다.
- 사로국의 중심지에 위치하여 주요 거점으로 급부상한 경주 중앙분지 일대
- 동해안 교통로이자 철기생산 거점으로 편입된 달천광산으로 이어지는 동남부 조양동-죽동리 일대
- 선진 문물의 유입 창구로 중시된 서북부 모량리 일대

### 3세기 전후
중앙분지의 월성, 월성북고분군 일대가 국읍으로 고정되면서 다른 읍락들 또한 국읍을 구심점으로 재편된다. 주요 거점으로 고정된 지역은 남쪽 덕천리분묘군, 동남쪽 죽동리분묘군, 서쪽 금척리고총군, 북쪽 안계리고분군이다. 동북쪽 천군동분묘군의 역할도 유지된다. 국호를 계림으로 바꾼 것으로 추정된다.
| 시기             | 알천 양산촌                       | 돌산 고허촌                                       | 취산 진지촌                                                                     | 무산 대수촌                                       | 금산 가리촌                                                     | 명활산 고야촌     |
| ---------------- | --------------------------------- | ------------------------------------------------- | ------------------------------------------------------------------------------- | ------------------------------------------------- | --------------------------------------------------------------- | ----------------- |
| BC 2세기 초 ~ 중 | 하구리 분묘군 석장동 제단식지석묘 | 나정(1차) 입목 의례 시설 화곡리ㆍ월산리 적석 제단 | 죽동리 고지성 환호 구정동-북토리-입실리-문산리분묘군                            | 화천리 고지성 환호ㆍ적석 제단 도계리 제단식지석묘 | 황성동 제단식지석묘 동산리ㆍ사방리지석묘                        |                   |
| BC 2세기 중 ~ 말 | 하구리분묘군                      | 탑동분묘군 덕천리분묘군                           | 북토리ㆍ죽동리분묘군 조양동ㆍ죽동리ㆍ입실리 제의도구                            | 화천리ㆍ모량리분묘군 사라리분묘군                 | 황성동분묘군 인동리분묘군                                       |                   |
| BC 1세기~1세기   | 중앙분지 사로국 중심지로 급부상   |                                                   | 동해안 교통로이자 철기생산 거점 달천광산으로 이어지는 동남부 조양동-죽동리 일대 | 선진 문물의 유입 창구로 중시된 서북부 모량리 일대 | 황성동 전한경을 포함한 중국계 물품과 철제 무기, 농공구, 철 소재 | 천군동분묘군      |
| 1세기~3세기      | 월성북고분군 일대 국읍 고정       | 덕천리분묘군 거점 고정                            | 죽동리분묘군 거점 고정                                                          | 금척리고총군 거점 고정                            | 안계리고분군 거점 고정                                          | 천군동분묘군 지속 |

## 신라 6부
사로가 신라로 발전하면서 6촌은 6부로 자리잡았다.
- 양산촌은 급량부(及梁部, 또는 양부(梁部)),
- 고허촌은 사량부(沙梁部, 또는 사탁부(沙啄部)),
  - 인물 : 최치원[41]
- 진지촌은 본피부(本彼部),
- 대수촌은 점량부(漸梁部, 또는 모량[42](牟良, 牟梁)),
- 가리촌은 한기부(漢歧部, 또는 한지부(漢祗部)),
- 고야촌은 습비부(習比部)로 자리잡아 신라의 6부로 발전했다.
  - 인물 : 원효[43], 설총

양산촌, 고허촌, 진지촌은 왕경 내에 있었고, 대수촌, 가리촌, 고야촌은 외곽 지역에 있었던 것으로 비정된다. 왕경 내의 양산촌, 고허촌, 진지촌이 세력이 컸을 것이고, 그 중에서도 초기에는 양산촌이 중추로 있다가 6부로 발전하는 과정에서 양산촌인 양부와 고허촌인 사량부와 진지촌인 본피부가 핵심적 역할을 하게 된 것으로 보인다.
금석문에 나타나는 6부명과 그에 대한 대응은 이렇다. 1차사료인 금석문에서 훼(喙) 글자가 고려시대에 편찬된 삼국사기와 삼국유사에서는 량(梁)이라 적혔다. 또한 <集韻>에서 ‘涿’이 지명과 같은 고유명사로 쓰일 때는 ‘秱’으로도 쓴다고 되었는데, ‘涿’과 ‘秱’의 관계와 ‘啄’과 ‘喙’의 관계를 같은 개념으로 해석하면 '훼(喙)' = '탁(啄)' = '량(梁)이 되며 'dolk', dalk' 정도로 재구할 수 있다.
1. 훼부<喙部> = 양부<梁部>
2. 사훼부<沙喙部> = 사량부<沙梁部>
3. 본피부<本彼部>, 본파훼<本波喙> = 본피부<本彼部>
4. 잠훼부<岑喙部>, 모훼부<牟喙部>, 모단벌훼<牟旦伐喙> = 모량부<牟梁部>, 점량부<漸梁部>
5. 한지부<漢只部>, 한지벌부<漢只伐部> = 한기부<漢祇部>
6. 사피부<斯彼部> = 습비부<習比部>

## 신라 6성
서기 32년(유리왕 9) 6부의 후손들이 알평은 이씨(李氏), 소벌도리는 최씨(崔氏), 지백호는 정씨(鄭氏), 구례마는 손씨(孫氏), 지타는 배씨(裵氏), 호진은 설씨(薛氏)를 성씨(姓氏)로 받아 각 성씨의 시조가 되었고, 뒤에 후손들이 모두 계림(鷄林, 경주)을 본관으로 삼았다고 한다.
왕성(王姓)인 박씨(朴氏), 석씨(昔氏), 김씨(金氏)와 함께 신라 토성(土姓)으로 인식된다.

### 학자별 6촌 6부 거주 성씨 제설[50]
| 학자   | 훼부     | 사훼부         | 본피부         | 잠훼부      | 한지부         | 사피부         |
| ------ | -------- | -------------- | -------------- | ----------- | -------------- | -------------- |
| 이병도 | 박       | 김             | 석             |             |                |                |
| 김철준 | 박, 김   | 김             |                | 박          | 석             |                |
| 천관우 | 김       | 박             | 김, 박, 타혈족 |             |                |                |
| 이기백 | 박       | 김             |                | 박          |                |                |
| 이기동 | 박       |                |                | 박          |                |                |
| 노태돈 | 김, 박   | 김, 중심부족   | 김, 박, 기타성 | 박 중심, 김 | 김, 박, 기타성 | 김, 박, 기타성 |
| 문경현 | 김(진골) | 김, 신김(진골) | 박(두품족)     | 박(두품족)  |                |                |

## 경주 6부
고려가 통일한 뒤인 940년(고려태조 23)에 '경주'(慶州)라는 이름과 함께 급량부는 중흥부(中興府), 사량부는 남산부(南山部), 본피부는 통선부(通仙部), 점량부는 장복부(長福部), 한기부는 가덕부(加德部), 습비부는 임천부(臨川部)로 개편되었다.
그러나 고려 경주 6부와 신라 6부의 위치가 일치하는 곳은 모량부의 후신인 장복부 외에 전무하다는 연구 결과가 있다. 각 부에 속하는 마을들을 다음과 같이 비정한다.

### 중흥부(中興府)
- 波潛(파잠) - 감포읍 팔조리
  - 波潛은 ‘바졤·바졈' 정도로 재구되는데 八助里의 원래 이름이 ‘바짐’이었다. 뜻은 '끼다'로 중세어는 'ᄢᅵ다'이다. 비집다, 비좁다도 동계어로 추정한다

- 東山(동산) - 양북면 안동리 동매산
  - '동'은 고유어 '끄트머리의 작은 부분'의 음차이다. 동매산은 표고 56m의 작은 산이다.[52]

- 彼上(피상) - 미상

### 남산부(南山部)
- 구량벌(仇良伐) - 울주군 구량리

- 마등오(麻等烏) - 울주군 이전리
  - 선조실록에 마등오가 울주군 이전리 허고개 근처라는 기록을 근거로 한다. '烏(*ʔa)'는 까마귀 울음소리를 표시한 글자로 烏山縣 → 孤山縣에서 孤(ka)로 치환되기도 했다. 이로부터 마등오(麻等烏)는 '마등가' 즉 마등산의 가장자리란 뜻으로 추론할 수 있다.

- 회덕(廻德) - 울주군 전읍리
  - 錢邑里의 예전 이름은 廻(回)隱村이다. 돌은(廻隱) -> 돈(錢)의 변화로 본다.

- 도북(道北) - 미상

### 장복부(長福部)
- 박곡촌(朴谷村) - 건천읍 조전리
  - 현재 '박실'이라는 이름으로 남아있다. 근처에 울개산(蔚介山·鬱介山)이 있는데 '鬱·蔚' 모두 울창하다는 뜻으로 대수촌(大樹村)과 의미가 통한다. '鬱·蔚·大樹'는 고유어 가개/*kake/로 재구된다.

### 통선부(通仙部)
- 시파(柴巴) - 외동읍 신계리
  - '柴'와 '薪'의 훈이 모두 '섭'으로 통한다.

### 가덕부(加德部)
- 내아(乃兒) - 양남면 나아리
- 하서지(下西知) - 양남면 하서리
  - 『한국지명총람』에 따르면 ‘아릿섯골’로 불렀다고 한다. 바닷가쪽 저지대를 의미한다.
- 상서지(上西知) :  양남면 신서리
  - '웃섯골'로 불렀다고 한다. 내륙쪽 고지대를 의미한다.

### 임천부(臨川部)
- 물이촌(勿伊村) - 천북면 물천리
  - 골짜기 뒤쪽으로 물러 들어가 흐르는 물천(勿川)에서 유래했거나, 움푹 들어간 산자락을 뜻하는 퇴뫼(退山)에서 유래했을 것으로 추정한다.
- 잉구미촌(仍仇彌村) - 천북면 성지리
  - '잉(仍)'은 '넙'으로 읽고 '넓다'를 뜻한다. '구미(仇彌)'는 중세어 '구무', 현대어 '구멍'의 고대어로 안쪽으로 쑥 들어간 곳을 말한다. 즉 '넙구미'는 좁은 골짜기를 지나 넓은 길이 나오는 지형을 뜻하는 것으로 추정된다. 성지리(聲池里)의 '聲(소리)'는 좁다는 의미인 '솔다'의 훈가자이며 성지리 윗쪽을 현지에서 ‘너브골’이라고 했다.

- 궐곡(闕谷)ㆍ갈곡(葛谷) : 천북면 갈곡리

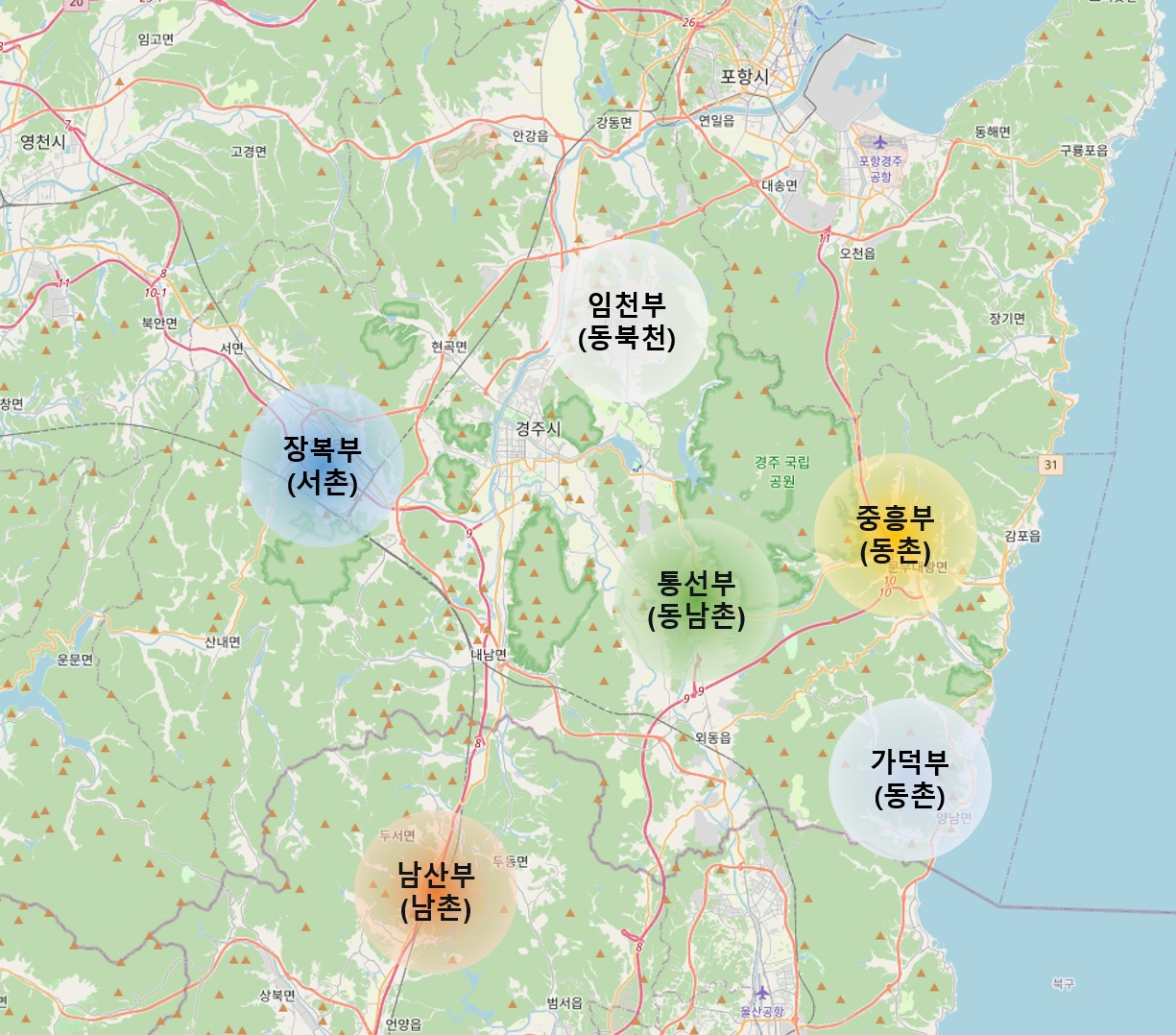
고려 경주6촌 위치

### 내용부
1. ↑  4세기를 전후하여 목곽묘가 들어서기 시작한다.
2. ↑  통상적으로 알려진 돌산 고허촌 위치 보다 남서쪽으로 떨어져 있다.
3. ↑  세문경, 간두령, 방울류, 동탁
4. ↑  통상적으로 알려진 금산 가리촌에서 북쪽으로 상당히 떨어져 있다.

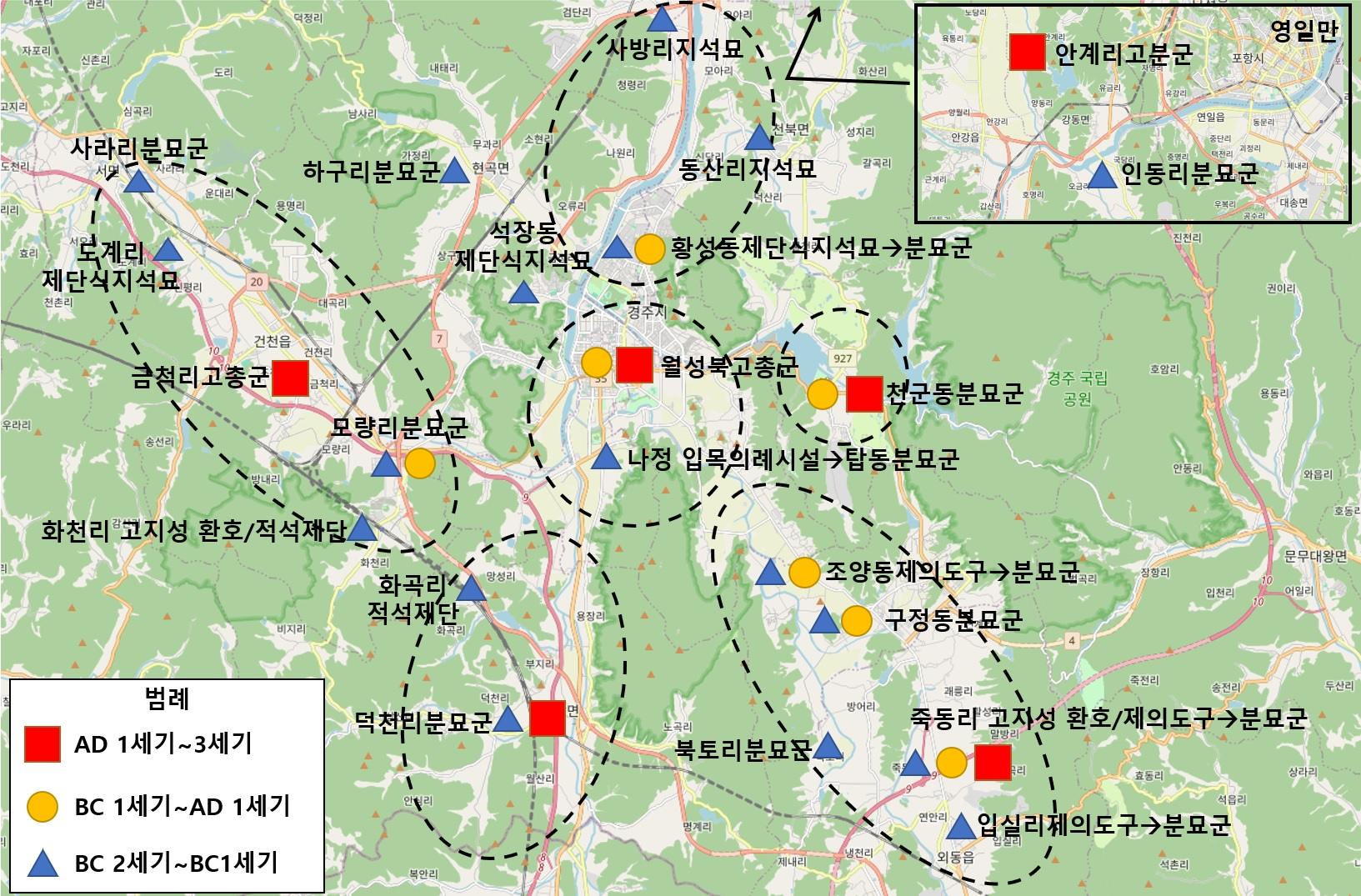
6촌 발달 양상 유적 분포

5. ↑  동해안으로 연결되는 협소한 이동로까지 취락이 확산된다.

### 참조부
1. ↑  김부식(1145), 《삼국사기》 〈권제1〉 혁거세 거서간 條 “先是　朝鮮遺民　分居山谷之間爲六村”(이에 앞서 조선의 유민들이 산골짜기 사이에 나뉘어 살며 6촌을 이루고 있었다.)
2. 1 2  양산부를 양부라~:《삼국사기》(신라본기 제1권, 유리 이사금 條) 九年 春 改六部之名 仍賜姓 楊山部爲梁部 姓李 高墟部爲沙梁部 姓崔 大樹部爲漸梁部 一云牟梁 姓孫 干 珍部爲本彼部 姓鄭 加利部爲漢祇 部 姓裴 明活部爲習比部 姓薛
3. ↑  정연식,《경주 부엉산 기슭의 돌마을, 자산(觜山) 돌기촌(珍支村)》, 한국사연구회, 2020 : 진지촌으로 비정되는 외동읍 석계리에 위치한 치술령(鵄述嶺)을 취산(觜山)으로 비정하는 견해가 있다. 『설문해자』에 의하면 '觜'는 부엉이 머리에 양쪽으로 뿔 모양으로 솟은 귀깃을 말한다. 그리고 '鵄'도 부엉이를 뜻한다. 또한 두 글자 모두 당시 한자음 또한 ‘지(tsi/tɕi)’로 같았다. 따라서 치술령(鵄述嶺)과 취산(觜山)은 모두 '부엉이산'을 한자로 표기한 것으로 생각된다.
4. ↑  정연식,《경주 부엉산 기슭의 돌마을, 자산(觜山) 돌기촌(珍支村)》, 한국사연구회, 2020 : 진지촌(珍支村)은 고대국어의 한자표기 방식을 고려하면 ‘돌기촌’으로 읽어야 하는데 외동읍 석계리(石溪里)의 옛 이름이 ‘돌기촌(乭支村)’이었다. 또한 이 지역은 달천 철광산과 동해안으로 진출할 수 있는 길목의 거점으로 청동기 제의도구와 분묘군들이 분포하고 있어 진지촌으로 비정하는 견해가 있다. 그리고 『삼국사기』에서 돌기촌은 우돌촌(于珍村)이라고도 했는데 석계리는 상돌기리(上乭只里)와 하돌기리(下乭只里)로 나뉘어 있었을 당시 상돌기리가 훨씬 큰 마을을 이루고 있어서 오랜 중심지였음을 짐작케 한다. 이 지역은 오래전부터 고인돌과 함께 선돌(立石)이 있어서 이로부터 유래한 지명으로 추정된다.
5. ↑  정연식, 《신라 초기 습비부(習比部) 고라촌[高耶村]의 위치》, 한국사연구회, 2018, 183~185쪽 : '고야(髙耶)'는 후기 상고 한음 /*kola/로 재구되는데 『한국지명총람』에 실린 천군동 지명으로 ‘고래, 고래논, 고랫들’이 청단 동북쪽에 있었다고 한다. ‘고래’는 낮은 지대, 움푹 내려앉은 땅에 붙이는 이름이므로 습비(習比)의 위치로 비정되는 신평천의 서남쪽에 지대가 낮고 물이 풍부한 지역인 천군동 일대로 비정한다.
6. ↑  김부식(1145), 《삼국사기》 〈권제1〉 혁거세 거서간 條 “一曰閼川楊山村　二曰突山高墟村　三曰　觜山珍支村 或云干珍村四曰茂山大樹村　五曰金山加 ” “첫째는 알천양산촌이고, 둘째는 돌산고허촌, 셋째는 취산진지촌 혹은 간진촌이라고도 하였다. 넷째는 무산대수촌, 다섯째는 금산가리촌, 여섯째는 명활산고야촌인데, 이것이 진한 6부가 되었다.”
7. ↑  정연식, 《신라 경주의 東川 沙梁과 西川 及梁》, 서울대학교 규장각한국학연구원, 2017 : '及'의 후기 상고음은 '/*kalp/'이며 서(西)쪽을 뜻하는 고대 한국어로 추정되는 '갋'을 음차 표기한 것이다. 또한 '梁'은 /*tulk/로 재구되며 도랑을 뜻하는 중세어 '돓'로 부터 고대 한국어 '돍'을 유추해 낼 수 있다. 즉 급량부(及梁部)는 서쪽 하천 마을로 해석 할 수 있는데 형산강(서천) 자락에 위치한 알천 양산촌을 뜻한다는 견해이다.
8. ↑  정연식, 《신라 경주의 東川 沙梁과 西川 及梁》, 서울대학교 규장각한국학연구원, 2017 : '沙'의 후기 상고음은 '/*sar/'이며 동(東)쪽을 뜻하는 고대 한국어 '살'을 음차 표기한 것이다. 또한 '梁'은 /*tulk/로 재구되며 도랑을 뜻하는 중세어 '돓'로 부터 고대 한국어 '돍'을 유추해 낼 수 있다. 즉 사량부(沙梁部)는 동쪽 하천 마을로 해석 할 수 있는데 형산강(서천)의 동쪽에 있는 남천(南川) 자락에 위치한 고허촌을 뜻한다는 견해이다.
9. ↑  정연식, 《경주의 두 곳 빈지(賓之)와 본피(本彼), 벽진(碧珍)의 뜻》, 고려대학교 민족문화연구원, 2021 : 삼국유사에 취산진지촌의 이칭으로 명시된 '빈지(賓之)·빈자(賓子)·빙지(氷之)'를 멀리 떨어져있는 곳을 뜻하는 고대 한국어로 추정하는 견해가 있다. 원시알타이어 방출하다는 뜻의 *pĭŋa가 있었고, 그것이 퉁구스만주어에서는 *pĭŋta, 에벤키어에서는 hiŋtal, 일본어에서 *pana가 되었는데 고대한국어 '빈'도 이와 동계어로 떨어져 있다는 뜻이라는 것이다. 그리고 '지'는 장소를 뜻하는 접미사 같은 음절로 추정한다. 빈지, 빈자, 반자 등 지명은 전국적으로 상당히 많은데 대게 중심지에서 멀리 떨어진 곳이다. 또한 바깥쪽에 덧 댄 문을 '빈지문'이라 하는데 같은 어원으로 본다.

본피부(本彼部)의 '본(本)'도 '빈'과 같은 단어의 표기로 생각되며, '피(彼)'는 후기 상고한음 /*pal/로 재구되어 ‘벌(原)’의 음차표기로 해석한다. 즉 '본피(本彼)'는 '빈벌' 즉 멀리 떨어져 있는 마을 정도로 해석된다.
10. ↑  정연식, 《모량(牟梁), 잠훼(岑喙)의 뜻과 귀교(鬼橋)의 위치》, 서울여자대학교 인문과학연구소, 2016 : 모량부, 점량부·잠탁부를 '거친 내(황천·荒川)'으로 해석하는 견해가 있다. '牟'와 ‘漸·岑’를 거칠다는 뜻의 고유어 '먹'과 '삼'으로 해석하고 ‘梁’과 ‘喙’는 하천을 뜻하는 ‘돍’을 표기한 글자로 본다. 먹돍(牟梁), 삼돍(岑喙·漸梁)은 ‘거친 내’로서 한자로는 ‘황천(荒川)’으로 표기된다는 주장이다. 『삼국사기』'비형(鼻荊)'이 귀교(鬼橋)를 놓았다는 ‘황천(荒川)’이 '모량천(牟梁川)'이며, '鬼'와 '神'이 통하므로 귀교(鬼橋)를 지금의 효현교(孝峴橋) 자리에 있었던 신원교(神元橋)의 별명으로 비정한다.

한편 우휴모탁국(優休牟啄國)의 '牟啄'이 '牟梁'과 같은 단어로 추정되는데 이건식(2022)은 '牟'를 높다는 의미의 '모ㅎ', '啄'는 하천을 뜻하는 '돍'로 해석하였다. 또한 '漸'은 '높고 험준한', '岑'은 '물가의 언덕(벼랑)'의 뜻을 가지고 있다. 이병도(1938)는 '牟'를 '물'로 해석하였는데 '漸'은 '흐르다, 물들이다'의 뜻도 가지고 있다.
11. ↑  정연식,《신라 초기 습비부(習比部) 고라촌[高耶村]의 위치》, 한국사연구회, 2018 : 습비(習比)·사피(斯彼)의 뜻은 숲(林)이며 재구음은 '/*supi/'이다.  예로부터 숲이 많아 섭들(신평리·薪坪里)이라 불리던 지금의 신평동 부근으로 비정한다.
12. ↑  채미하, 《신라의 6村과 山嶽祭祀》, 신라사학회, 2011, 85쪽 : 표암봉은 현재의 경주 동천리에 있다.
13. ↑  《신증동국여지승람(新增東國輿地勝覽)》 권21 경주부 산천조 : 신라시대에는 북형산(北兄山)이라 하였고 중사(中祀)를 지냈던 곳으로 안강현 동쪽에 있다고 한다.

三品彰英, ≪三國遺事考証≫ 上, 塙書房, 1975, 420~421쪽 : 북형산은 경주 북방의 고허촌과는 방향이 맞지 않으므로 경주의 서쪽에 위치한 선도산을 형산으로 비정하는 견해도 있다.
14. ↑  채미하, 《신라의 6村과 山嶽祭祀》, 신라사학회, 2011, 86쪽 : 『동경통지』에 경주 북 30리에 하며 현재 경주시 천북면 화산리가 그곳이 아닐까 한다.
15. ↑  채미하, 《신라의 6村과 山嶽祭祀》, 신라사학회, 2011, 87쪽 : 경주시 건천읍 모량리 일대로 보나 정확학 위치는 알 수 없다.
16. ↑  《국사편찬위원회》, 한국고대사료DB : 경상북도 경주시 천군동과 보문동에 걸쳐 있는 산으로, 정상에는 외적의 침입에 대비하여 수도 경주를 방어할 목적의 석축 산성이 있다.
17. ↑  ≪동경잡기(東京雜記)≫ 권1 산천. : 경주부의 북쪽 7리에 있다. 신라에서는 북악(北嶽)이라 불렀다.

채미하, 《신라의 6村과 山嶽祭祀》, 신라사학회, 2011, 87쪽 : 현재 경주의 소금강산이다.
18. ↑  당시 6부의 촌장들 중 소벌도리가 가장 연장자였던 것으로 전해온다.
19. ↑  장기명, 《영남지방 초기 국의 등장 배경과 사로국 구조》, 한국상고사학회, 2024, 54쪽.
20. ↑  장기명, 2020: 134-136.
21. ↑  《국사편찬위원회》, 한국고대사료 DB : 경주 시내를 흐르는 하천으로, 지금 경주시의 보문호수 쪽에서 서쪽으로 흘러 형산강(서천)으로 합류하는 북천(北川)을 가리키는 것으로 보는 것이 일반적이다. 『삼국사기』 권10 신라본기10 원성왕 즉위년(785)조에 ‘京北二十里’에 집이 있던 김주원이 ‘閼川’의 물이 불어 궁궐로 들어오지 못했다는 기사가 있는데, 『삼국유사』 권제2 기이제2 원성대왕조에는 원성왕이 즉위 전 ‘북천(北川)’의 신에게 제사를 지냈더니 천의 물이 불어 집이 그 북쪽에 있던 김주원이 건널 수 없었다고 나와 ‘알천’과 ‘북천’이 같은 하천임을 짐작하게 한다. 조선 숙종 33년(1707)에 새겨진 「알천제방수개기(閼川堤防修改記)」가 경주시 동천동의 북천 북안에 남아 있어 현재의 북천이 오랜 기간 알천으로 불렸음을 확인할 수 있다.
22. ↑  정연식, 《역사음운학과 고고학으로 탐색한 閼川 楊山村》, 한국고대사학회, 2015년, 16쪽, 22~23쪽 : 김주원의 집과 월성의 위치를 고려하면 물이 차올라 건너지 못한 곳은 서천이며 북천신에게 기도한 기록은 신라가 기우제를 지냈던 임천사가 있던 곳이 북천 근처이기 때문이라는 견해다. 또한 알천에 여러차례 큰 홍수가 있었다는 기록을 근거로 북천, 남천, 화곡천, 이조천, 모량천 등이 합류하는 서천이 알천일 것이라는 주장이다. 138년 알천 서쪽에서 군대를 사열했다는 기록 역시 남북으로 흐르는 서천일 가능성이 크며, 양산, 즉 남산 주위의 하천은 서천과 남천 뿐인데 남천은 지류도 작고 남천 서쪽에 사열했다는 기록도 부적절하여 서천일 가능성이 높다는 것이다. 알천의 '알'은 '아래·근본'을 뜻한는 말로 '알천'은 '본류하천(本川)'이라는 뜻이며, 양산촌의 이칭인 급량부(及梁部)의 '급(及)'을 서쪽을 뜻하는 고유어 '갈'의 원형인 '걸/*kərp/'로 재구한다.
23. ↑  이민형, 《三國史記 斯多含傳의 閼川 不毛地에 대한 고고학적 검토》, 신라사학회, 2024년 : 알천을 알영부인의 부리가 떨어진 발천(撥川)으로 보는 견해가 있다. 2015년부터 최근까지 이어져온 황룡사 주변 발굴조사를 통해 북천 이남 하천활동으로 유력한 고대 물길이 발천(撥川) 유적에서 조사되었다. 발천은 삼국시대 석축수로로 정비 이전에 넓은 舊발천이었고, 통일 이후 토지개발에 따라 좁고 깊은 석축수로로 정비하였다는 사실이 밝혀졌으며 신라 초기 유적들이 분포하고 있다. 반면 북천 주변은 양산촌이나 금성에 걸맞는 신라 초기 유적이 확인되지 않는다는 것이다. 이러한 견해는 사다함전에 나오는 알천의 불모지(不毛地)가 발천 주변일 수 있다는 고고학적 근거도 뒷받침 하고 있다.
24. ↑  정연식, 《역사음운학과 고고학으로 탐색한 閼川 楊山村》, 한국고대사학회, 2015, 9쪽 : 양산(楊山)은 ‘버들산/버든산’을 한자로 표기한 것으로 산줄기가 길게 뻗은 형태인 남산으로 생각된다.
25. ↑  일연(1281), 《삼국유사》 〈권제1〉 신라시조 혁거세왕 條 “一曰閼川楊山村南今曇嚴寺長曰謁平初降于瓢嵓峯 是為及梁部李氏祖奴礼王九年置名及梁部夲朝太祖天福五年庚子改名中興部波潛東山彼上東村屬焉  ”(첫째는 알천양산촌이니 그 남쪽은 지금의 담엄사이다. 촌장을 알평이라 일컬으며 처음에 표암봉에 내려왔으니, 이가 곧 급량부 이씨의 조상이 되었다. 노례왕 9년(서기 32년)에 급량부라는 이름의 부(部)를 두었는데 본조(本朝)의 태조 천복(天福) 5년 경자년(庚子年, 940년)에 이름을 고쳐 중흥부(中興部)라 하였다. 파잠(波潛)·동산(東山)·피상(彼上)·동촌(東村)이 여기에 속한다.)
26. ↑  일연(1281), 《삼국유사》 〈권제1〉 신라시조 혁거세왕 條 “二曰 突山高墟村長曰蘇伐都利初降于兄山是為沙梁部梁 讀云道或作涿亦音道鄭氏祖今曰南山部仇良伐麻等烏道北迴徳等南村属焉称今曰者 太祖 所置也下例知”(둘째는 돌산고허촌이니 촌장을 소벌도리라 일컫으며, 처음에 형산에 내려왔으니 사도부‘梁’을 ‘도’로 읽는다. 또는 ‘涿’이라 쓰지만 역시 음(音)은 ‘도’이다.  정씨의 조상이 되었다. 지금은 남산부(南山部)라 일컫는데 구량벌 · 마등오 · 도북· 회덕 등 남촌(南村)이 여기에 속한다. ‘지금은 ~라 일컫는다’고 하는 것은 태조가 설치한 것이라는 의미이다. 아래에서도 마찬가지이다.)
27. ↑  일연(1281), 《삼국유사》 〈권제1〉 신라시조 혁거세왕 條 “四曰觜山珎支村一作賔之又賔子又氷之長曰智伯虎初降于花山是爲夲彼部崔氏祖今曰通仙部柴巴等東南村屬焉”넷째는 취산진지촌빈지, 빈자 또는 영지라고도 한다이니, 촌장을 지백호라 일컫는다. 처음에 화산에 내려왔으니, 이는 본피부 최씨의 조상이 되었다. 지금은 통선부라 일컫는데, 시파(柴巴) 등 동남촌이 여기에 속한다.
28. ↑  무산이라는 명칭은 지금도 건천읍 일대 곳곳에 남아 있다.
29. ↑  건천읍 일대로 지금도 대수촌이라 부른다.
30. ↑  조선시대에 경주부일 때 서면이라 했고, 건천면으로 있다가 지금은 건천읍이 되었다.
31. ↑  일연(1281), 《삼국유사》 〈권제1〉 신라시조 혁거세왕 條 “三曰茂山大樹村長曰俱 一作仇禮馬初降于伊山一作皆比山是為漸梁一作涿部又牟梁部孫氏之祖今云長福部朴谷村等西村屬焉”(셋째는 무산대수촌이니 촌장을 구례마(俱禮馬 또는 仇禮馬)라 일컫는다. 처음에 이산(伊山,  개비산(皆比山)이라고도 한다)에 내려왔으니 이는 점량부(漸梁部 또는 漸涿部) 또는 모량부 손씨의 조상이 되었다. 지금은 장복부라 일컫는데, 박곡촌 등 서촌(西村)이 여기에 속한다.)
32. ↑  일연(1281), 《삼국유사》 〈권제1〉 신라시조 혁거세왕 條 “五曰金山加里村今金剛山栢栗寺之北山也長曰祗沱一作只他初降于明活山是爲漢歧部又作韓歧部裴氏祖今云加徳部上下西知乃兒等東村屬焉”(다섯째는 금산가리촌지금 금강산 백률사의 북쪽 산이다이니, 촌장을 기타지타라고도 한다라 일컫는다. 처음에 명활산으로 내려왔으니, 한기부(漢歧部 또는 韓歧部) 배씨의 조상이 되었다. 지금은 가덕부라 일컫는데, 상하서지 · 내아 등 동촌(東村)이 여기에 속한다.)
33. ↑  일연(1281), 《삼국유사》 〈권제1〉 신라시조 혁거세왕 條 “六曰 明佸山 髙耶村 長曰 虎珎 初降于 金剛山 是爲習比部薛氏祖今臨川部 勿伊村 仍仇旀村 闕谷一作 葛谷 等東北村屬焉”(여섯째는 명활산고야촌인데, 촌장을 호진이라 일컫는다. 처음에 금강산으로 내려왔으니, 습비부 설씨의 조상이 되었다. 지금은 임천부인데, 물이촌 ·잉구미촌 · 궐곡갈곡이라고도 한다 등 동북촌(東北村)이 여기에 속한다.)
34. ↑  『장기명, 영남지방 초기 국의 등장 배경과 사로국 구조, 한국상고사학회, 2024』을 인용하여 편집함.
35. ↑  이희준 2011a
36. ↑  삼국지 위서30, 동이전 한조.
37. ↑  장기명,《영남지방 초기 국의 등장 배경과 사로국 구조》, 한국상고사학회, 2024 : 비교적  폐쇄된 산간이 있는 소분지, 외부에서 들어오는 교통로에 가까운 초입부 곳곳에만 취락을 대변하는 무덤, 의례 시설이 자리 잡았다. 아마도  이런 양상은 초기 문헌 기록에 언급되는 6촌 선주 세력이 (주변 지대의) 산곡 사이에 터전을 잡았다는 정황과 일정 정도 부합된다고  판단된다. 주변 하천(북천, 형산강, 남천)의 범람 가능성과 지하수 복류-습지라는 저해 요소로 인해 본격적인 점유, 집주화가 상대적으로  늦어졌음을 보여준다.
38. ↑  장기명, 《영남지방 초기 국의 등장 배경과 사로국 구조》, 한국상고사학회, 2024 : 서기전 2세기대의 의례  구조물 중에서도 그 사례가 드물며, 역사적으로 입지적 중요성이 부각되는 가운데 2차례에 걸쳐 개축되어 팔각형 의례 건축물에 이르게 된다.
39. ↑  장기명, 《영남지방 초기 국의 등장 배경과 사로국 구조》, 한국상고사학회, 2024 : 이미 서기전  2세기대부터 동해안 방향으로 진출하는 내륙, 해안 교통로가 활성화되어 있고, 그러한 교통로에서 내부 결절지에 해당하는 지점이 북토리ㆍ죽동리  취락이었다. 죽동리에는 분묘군만 확인된 다른 취락들과 달리 단독 구릉 정상부에 설치한 이중 환호가 확인되면서, 일련의 취락군을 의례적  요소로 연결하여 교통적인 내부 결절지를 중심으로 읍락 결속을 추구했다고 판단된다. 또 현재 자료로도 서기전 2세기~서기 4세기에 걸쳐  분묘군이 연속적으로 조영된 상황을 보여, 취락의 장기 지속성이 돋보인다고 하겠다.
40. ↑  장기명, 《영남지방 초기 국의  등장 배경과 사로국 구조》, 한국상고사학회, 2024 : 북부 읍락에서는 내부 결절지인 중간 지점에 중심 분묘군이 조성되지 않고, 이전  시기와 마찬가지로 사로국의 북쪽 경계 영역이 중시되는 양상이 유지된다. 이렇듯 경계 영역의 초입부에 대한 중시 경향은 4~5세기에도  지속됨에 따라 안계리고분군이 유력한 위상을 존속하기에 이른다. 북부 읍락에서 다른 읍락과 달리 영역 경계가 지속적으로 중시되었던 까닭은,  중앙분지를 통하지 않고 영천으로 넘어가는 샛길을 차단, 관리하지 못한다면 국읍이 가진 교통 결절지의 이점이 상쇄되어 버리기 때문이었다.  그리하여 4세기 이후로는 직접적으로 그러한 교통로를 통제할 수 있는 안계리고분군의 인근 지점으로 중심 취락이 고정된다고 판단된다.
41. ↑  최치원의 출신에 대해 《삼국사기》와 《삼국유사》가 다른데, 《경상도지리지》, 《동국여지승람》 등 대부분 《삼국사기》를 따라 사량부라 한다.
42. ↑  지금도 모량리가 있다.
43. ↑  조부 때 이후 출경하여 경산현 불지촌(佛地村) 율곡(栗谷)에서 태어났다고 한다.
44. ↑  대한민국 성씨 구성에서도 양산촌의 이씨, 고허촌의 최씨, 진지촌의 정씨가 5대성에 들어간다.
45. ↑  신라가 고대국가로 자리잡아감에 따라 권력 중심에서 차츰 밀려난 대수촌, 가리촌, 고야촌 사람들이 밀양, 성산, 경산 등지로 이거한 것으로 추정된다. 뒤에 진지촌 사람들도 영일, 동래 등지로 산거하게 된다.
46. ↑  김영만, 《신라 지명 喙(훼)와 啄(탁)의 字音상 모순을 어떻게 볼 것인가》, 한국지명학회, 2007.
47. ↑  유리이사금(재위: 24년~57년) 때라고 하나 당시 성이 별 필요가 없던 시기이므로 실제로 사성을 받은 것은 훨씬 뒤일 것이다.
48. ↑  일연은 삼국유사에서 삼국사기와 달리 고허촌에서 정씨가, 진지촌에서 최씨가 나왔다고 했다. 일연은 최치원도 본피부 사람이라 했는데, 이는 착오인 듯 하다.
49. ↑  대한민국 인구의 54%를 차지하는 대성인 김, 이, 박, 최, 정이 모두 신라 9성(姓) 안에 들어있다.
50. ↑  문경현, 《신라 건국과 斯盧 6村》, 신라사학회, 2011, 20쪽.
51. ↑  정연식, 《고려의 경주 6부 마을들의 위치와 신라의 6부》, 대동문화연구, 2021년 : 예전의 지형도와 지명 조사를 참고하고, 지명 표기에 사용된 한자의 음운을 분석하여 15촌 가운데 13촌의 위치를 찾아 분석한 결과 고려 6부와 신라 6부의 위치가 일치하는 것은 모량부의 후신인 장복부의 朴谷村 하나뿐이다.
52. ↑  정연식, 앞의 논문, 412쪽 : 우리말의 ‘동’은 끄트머리의 작은 부분을 말한다. 옷의 끝부분을 ‘끝동’이라고 하고, 소맷부리 따위를 다양한 색깔의 천으로 화려하게 장식한 옷을 ‘색동옷’이라 하며, 기다란 담뱃대의 입을 대고 빠는 끝 부분에 끼우는 놋쇠를 ‘동거리’라 한다. 그리고 끄트머리에서 떨어져 나간 부분도 ‘동’이라 부른다. ‘동떨어지다’의 ‘동’도 그런 뜻으로 추정된다. 그러므로 동산은 떨어져 나간 작은 산이다. 동산이 아주 작기 때문에 이를 얕잡아보아 ‘똥산’으로 부르기도 하였다. 그리고 ‘산’은 ‘메, 매’로 교체되기도 하고, ‘메, 매’와 겹치기도 하여, 동산, 똥산, 동매, 똥매, 동매산, 똥메산 등 여러 가지 이름을 낳았다. 이를 한자로 표기할 때에는 대개 東山 또는 獨山으로 표기했다. ‘동’을 ‘東’으로 표기하면 소리 표현에는 충실하지만 뜻 표현은 포기해야 하는데, ‘獨’으로 표기하면 독[tok]의 연구개 폐쇄음 [k]와 동[toŋ]의 연구개 비음 [ŋ]이 서로 비슷하고, ‘獨’이 ‘홀로’라는 뜻을 지니고 있으므로 음과 뜻의 표현을 동시에 충족시킬 수 있기 때문이다. 경주 황성동 황성공원에 있는, 꼭대 기에 김유신기마상이 있는 작은 산도 ‘동매’라고 부르고 ‘獨山’으로 쓰며, 지금의 경기도 동두천(東豆川)도 예전에 독두천(獨豆川)으로 표기했다.

## 같이 보기
- 신라의 건국 신화